# Martin Löffelholz
Martin Löffelholz (* 6. August 1959 in Dortmund) ist ein deutscher Professor für Medienwissenschaft.

## Ausbildung und berufliche Tätigkeiten
Nach dem Abitur am Geschwister-Scholl-Gymnasium in Dortmund diente Löffelholz von 1978 bis 1980 als Soldat auf Zeit bei der Bundeswehr. Nach einer achtmonatigen Weltreise studierte er ab Oktober 1981 Kommunikations- und Politikwissenschaft, Soziologie und Europäische Ethnologie an der Westfälischen Wilhelms-Universität in Münster, wo er im Juni 1988 mit einer Dissertation zur politischen Planung der universitären Journalistenausbildung promoviert wurde. Nach einigen Jahren bei einer Tageszeitung und einer Nachrichtenagentur in Deutschland erlebte er Mitte 1983 als Nachwuchsreporter beim Ceylon Daily Mirror den Beginn des Bürgerkriegs in Sri Lanka. Von 1984 bis 1988 übte er beim WDR eine praktische Tätigkeit als Hörfunk- und Fernsehjournalist aus.
Von 1988 bis 1994 war Löffelholz wissenschaftlicher Mitarbeiter am Institut für Publizistik der Universität Münster und in diesen Jahren zudem als Berater einer politischen Stiftung u. a. in Pakistan und der Mongolei tätig. Zwischen 1994 und 1998 vertrat er an der Universität Leipzig einen Lehrstuhl für Journalistik,  fungierte als wissenschaftlicher Angestellter und gehörte zum Gründungsteam des Leipziger Universitätsradios „mephisto 97.6“.

## Tätigkeit als Hochschullehrer
Seit 1998 ist er Professor für Medienwissenschaft an der Technischen Universität Ilmenau und von 1999 bis 2001 war er der Gründungsdirektor des dortigen Instituts für Medien und Kommunikationswissenschaft. Als Gastprofessor war er an verschiedenen Universitäten im Ausland tätig, unter anderem an der Universitas Atma Jaya Yogyakarta in Indonesien und der Ateneo de Manila University auf den Philippinen. 2002 gründete er die Internationale Forschungsgruppe Krisenkommunikation (IRGoCC), die er seither leitet. Seit 2011 leitet er außerdem das Ilmenau Center of Public Diplomacy Research and Training (ICPD). Von 2012 bis 2015 war Löffelholz vom Freistaat Thüringen von seinen Aufgaben als Universitätsprofessor freigestellt, um das Amt des Rektors der Swiss German University in Indonesien wahrzunehmen.
Seine Lehr- und Forschungsschwerpunkte beinhalten unter anderem Journalistik, internationale und interkulturelle Kommunikation, Public Diplomacy, Kriegs- und Krisenkommunikation, sicherheitspolitische und militärische Kommunikation, Medien und Terrorismus, Kommunikationskulturen und Mediensysteme in Asien. Darüber hinaus hat Löffelholz sich mit Aspekten der regionalen Integration in Südostasien (ASEAN) beschäftigt.
Seine Veröffentlichungen bildeten auch Grundlage für große Teile des Artikels über Journalismustheorien.

## Veröffentlichungen (Auswahl)
- Politik im Wissenschaftssystem. Planung und Implementation der hochschulgebundenen Journalistenausbildung. Lit, Münster 1989 (= Dissertation Universität Münster 1988).
- Zusammen mit David Weaver (Hrsg.): Global Journalism Research. Theories, Methods, Findings, Future. Blackwell Publishing, Malden, Oxford, Carlton 2008, ISBN 978-1-4051-5331-7.
- Zusammen mit Christian Trippe und Andrea C. Hoffmann (Hrsg.): Kriegs- und Krisenberichterstattung. Ein Handbuch. UVK-Verlag, Konstanz 2008. ISBN 978-3-89669-570-3.
- Zusammen mit Danilo A. Arao:  The ASEAN Guide. A Journalist’s Handbook to Regional Integration in Southeast Asia. GIZ, Berlin 2011.
- Zusammen mit Liane Rothenberger  (Hrsg.): Handbuch Journalismustheorien. Springer VS, Wiesbaden 2016. ISBN 978-3-531-18157-8